# Güzelyurt, Gölköy
Güzelyurt là một xã thuộc huyện Gölköy, tỉnh Ordu, Thổ Nhĩ Kỳ. Dân số thời điểm năm 2010 là 3.226 người.